# Gornji Goli Vrh Lipnički
Gornji Goli Vrh Lipnički – wieś w Chorwacji, w żupanii karlowackiej, w gminie Ribnik. W 2011 roku liczyła 2 mieszkańców.